# Fascicoli SIFAR
I fascicoli SIFAR sono una vastissima raccolta di dossier (schede informative poliziesche) su politici, militari (tutti gli ufficiali superiori), ecclesiastici (papa compreso), uomini di cultura, sindacalisti e giornalisti ordinati dal generale Giovanni de Lorenzo nel corso del suo settennato (1955-1962) alla guida del Servizio informazioni forze armate (SIFAR).

## Storia

### I precedenti durante il fascismo
La schedatura di esponenti pubblici da parte delle amministrazioni incaricate della sicurezza dello Stato era tradizione della storia italiana anche pre-unitaria e durante il fascismo vi erano state schedature di vasta portata tramite l'OVRA di Arturo Bocchini ed è noto l'archivio segreto di Benito Mussolini. Oltre alla confluenza di parte dei fascicoli di Bocchini nell'archivio dell'Ufficio affari riservati del Ministero dell'interno, vi erano stati tentativi di ripristino di questa attività con Mario Scelba.

### Il ruolo di De Lorenzo al SIFAR
Il generale Giovanni de Lorenzo arrivò a dirigere il SIFAR nel 1955, grazie a Giovanni Gronchi e con l'indiretta influenza di Allen Dulles, uno dei più potenti capi della CIA; la nomina di De Lorenzo tranquillizzò del resto gli americani, per il quale Gronchi sembrava essere troppo di sinistra. De Lorenzo era stato pluridecorato per meriti acquisiti durante la seconda guerra mondiale nell'ambito della resistenza italiana anche se nel 1958 fu riformulata la motivazione delle onorificenze, in modo tale da rimuovere i riferimenti alla collaborazione con partigiani. Il suo periodo di comando al SIFAR durò moltissimo, oltre sei anni, praticamente corrispondenti al mandato presidenziale di Gronchi di cui, nel 1960, aveva saputo conquistare la fiducia cavalcando la bufala di un ipotetico rapimento del Capo dello Stato, asseritamente ordito da Randolfo Pacciardi, già Ministro della Difesa.
Durante la nuova Presidenza della Repubblica, De Lorenzo riuscì anche a far cambiare il regolamento sulla carriera degli ufficiali in modo da estendere artificiosamente il suo periodo di direzione del SIFAR. Sempre nel 1962 ottenne di far collocare anticipatamente a riposo il suo collega Renato De Francesco, per rimpiazzarlo nella posizione di Comandante generale dell'Arma dei Carabinieri. Al contempo aveva collocato al vertice del SIFAR un suo uomo di fiducia (già capo Ufficio «D»), Egidio Viggiani, previa sua illecita promozione a generale. A rinforzo del sistema, si poneva il fatto che predetto Ufficio «D» contemporaneamente era andato al generale Giovanni Allavena, altra personalità legata saldamente a De Lorenzo. È stato infatti accertato che egli fosse riuscito a piazzare ben diciassette suoi fedelissimi in posti di rilievo del SIFAR o dell'Arma dei Carabinieri, istituzioni che evidentemente era riuscito a colonizzare in maniera sistematica.

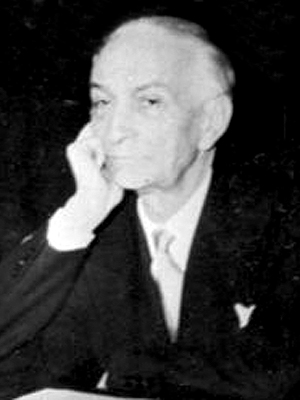
Il presidente Antonio Segni

### La raccolta di informazioni e le implicazioni politiche
La fine del governo Tambroni nel luglio 1960 corrispondeva a un progressivo spostamento a sinistra degli equilibri politici, a cui fece da contraltare l'elezione di Segni alla Presidenza della Repubblica. La regia americana e De Lorenzo, già in quest'epoca, ponevano le basi del Piano Solo, che si sarebbe dispiegato un paio d'anni più tardi. L'atteggiamento statunitense fu peraltro oggetto di vivace dibattito interno, durante la presidenza di John Fitzgerald Kennedy, tra il governo degli Stati Uniti orientato a una certa apertura verso i socialisti italiani, e il Pentagono, arroccato su posizioni più prudentemente conservatrici. Già a quel tempo infatti, gli ambienti americani più intransigenti teorizzavano l'intervento di "squadre d'azione" in grado di compiere provocatorii attentati contro la Democrazia Cristiana e quotidiani da attribuire a estremisti di sinistra in modo da giustificare severe misure di emergenza. Un uomo chiave di queste trame è il colonnello Renzo Rocca, capo dell'ufficio Ricerche Economiche ed Industriali (REI) del SIFAR. Tale organo si sarebbe dovuto occupare di controspionaggio industriale, ma già da lungo tempo si era focalizzato nel reperimento di fondi "anticomunisti", elargiti dalle imprese in cambio di appalti per commesse militari e altre agevolazioni più o meno legittimamente concesse da pubbliche amministrazioni. In questo quadro risulterà fondamentale la collaborazione di Rocca con Luigi Cavallo e Vittorio Valletta. Il terzetto, verso il 1963-'64, era particolarmente attivo nell'organizzare e dirigere quelle che Ferruccio Parri chiamava "squadre di disordine", ovvero nuclei di provocatori preposti a fomentare tumulti in occasione di manifestazioni della sinistra, politica o sindacale. Tra questi provocatori, pronti peraltro ad appoggiare i carabinieri al momento convenzionalmente indicato, si sarebbero annoverati sia comuni civili, sia ex militari della X MAS. Tuttavia Rocca, non potrà dichiarare alcunché alle commissioni d'inchiesta costituite degli anni 1970, poiché venne trovato morto nel suo ufficio nel 1968.
A fianco a questa attività apertamente bellicosa, l'ufficio REI curava pure (giovandosi di finanziamenti che la Confindustria assegnava in forma di "contratti pubblicitari") un'azione editoriale che si sostanziava nella diffusione di stampa anticomunista realizzata da testate che spesso esistevano solo in concomitanza di detti contributi economici. La sinergia tra Confindustria e REI si spingeva al punto che la prima manteneva un ufficio (denominato CIS) in una sede di copertura del SIFAR (la cosiddetta SIATI, Società Italiana Applicazioni Tecniche Industriali, formalmente corrente nella capitale, Via del Corso 303) che impiegava anche due veterani del "servizio".
De Lorenzo iniziò quindi a promuovere una colossale opera di schedatura che riguardò dapprima ogni singolo parlamentare, estendendosi poi con grande diligenza a "sindacalisti, dirigenti di partito, industriali, funzionari di ogni ramo, sacerdoti ed esponenti delle varie organizzazioni diocesane". L'attività di intelligence, anche dal punto di vista dell'approfondimento, andava ben oltre le finalità istituzionali o prevedibili, spesso sconfinando nel campo dell'ambito personale. L'attività del generale portò alla raccolta di una grande quantità di informazioni su svariate figure: vennero indagati politici, sindacalisti, imprenditori, uomini d'affari, intellettuali, religiosi e militari così come cittadini stranieri ritenuti obiettivi importanti, e su ciascuno si raccolsero notizie circa frequentazioni, preferenze religiose e politiche, abitudini pubbliche e private. Significativa fu la scoperta che di Giuseppe Saragat si fossero minuziosamente catalogate addirittura le marche e le quantità di alcolici usualmente consumati. L'indagine, che veniva estesa anche alle amicizie dei soggetti osservati (secondo alcune stime ammontavano a circa 157.000), avrebbe quindi raccolto dati, direttamente o indirettamente, su una quota davvero ingente della popolazione.

### La scoperta e la distruzione
Una volta scoperta - a margine dell'inchiesta parlamentare sul Piano Solo - l'esistenza di tali dossier, se ne stabilì l'illegittimità e si decise di distruggerli (sebbene vi sia chi sostenga che in realtà non fossero stati distrutti o che fossero stati copiati prima della distruzione). Sulla questione indagarono alcune commissioni d'inchiesta disposte dal ministro della difesa, tra le quali la commissione Beolchini, tra il 1964 ed il 1967.
I fascicoli furono anche oggetto di indagine da parte di una commissione parlamentare, guidata dall'onorevole DC Giuseppe Alessi, in seguito alla cui relazione la Camera dei deputati nel 1971 deliberò la distruzione dei fascicoli.  A tale compito fu preposto il ministro alla Difesa Giulio Andreotti. Parallelamente si scoprì dell'esistenza di una struttura denominata Servizio di Sicurezza (SDS) del Ministero dell'Interno (allora diretto dal prefetto Federico Umberto D'Amato, peraltro collaboratore stabile dell'OSS) che aveva iniziato un'analoga espansione delle sue schedature (già ricche dell'eredità dei tempi di Arturo Bocchini); anche di queste si richiese la distruzione, che fu curata da Vincenzo Parisi, in seguito capo della polizia.
A tutto agosto del 1974 la distruzione non era stata ancora effettuata, e ne venne incaricato il tenente colonnello Antonio Viezzer, direttore dell'archivio del SID, il quale, essendo "uno dei più stretti collaboratori di Licio Gelli, il Venerabile Maestro della Loggia P2", dirottò invece i fascicoli verso gli archivi di quest'ultimo. Secondo un'altra versione fu il generale di brigata Giovanni Allavena (allontanato dal SIFAR il 12 giugno 1966) che avrebbe fatto pervenire nel 1974 a Licio Gelli i fascicoli riservati del SIFAR sull'ambasciatore Francesco Malfatti, sull'ex Ministro della difesa Roberto Tremelloni, sul più volte Presidente del Consiglio Amintore Fanfani, su Giorgio La Pira e sull'ex Presidente della Repubblica Giuseppe Saragat.
Secondo quanto affermato dall'allora ministro della difesa Valerio Zanone nel maggio del 1988, vennero poi effettivamente distrutti 497 fascicoli "illegittimi", anche se il giorno dopo, ad una effettiva verifica di una apposita commissione, si scoprì che l'operazione non era stata ancora effettuata, "ma solo per disguidi burocratici" e venne materialmente compiuta non appena la commissione venne autorizzata ad accedere ai fascicoli classificati preliminarmente alla distruzione.
Dopo la data di distruzione ufficiale dei fascicoli si sospettò che alcuni fossero stati salvati, o che ne fossero state effettuate precedentemente delle copie (per esempio Licio Gelli fu sospettato di avere copia di numerosi fascicoli e di averli portati in Uruguay durante la latitanza). Giulio Andreotti nel 1997, durante un'audizione alla commissione stragi, sostenne che i fascicoli erano stati tutti distrutti e che, secondo lui, le copie successive di cui si sospettava l'esistenza fossero in realtà fascicoli nuovi, prodotti radunando nuovamente le informazioni contenute negli atti dei vari uffici periferici dei servizi che erano servite per compilare i fascicoli originali e che non erano stati distrutti.

## Il dibattito sull'utilizzo

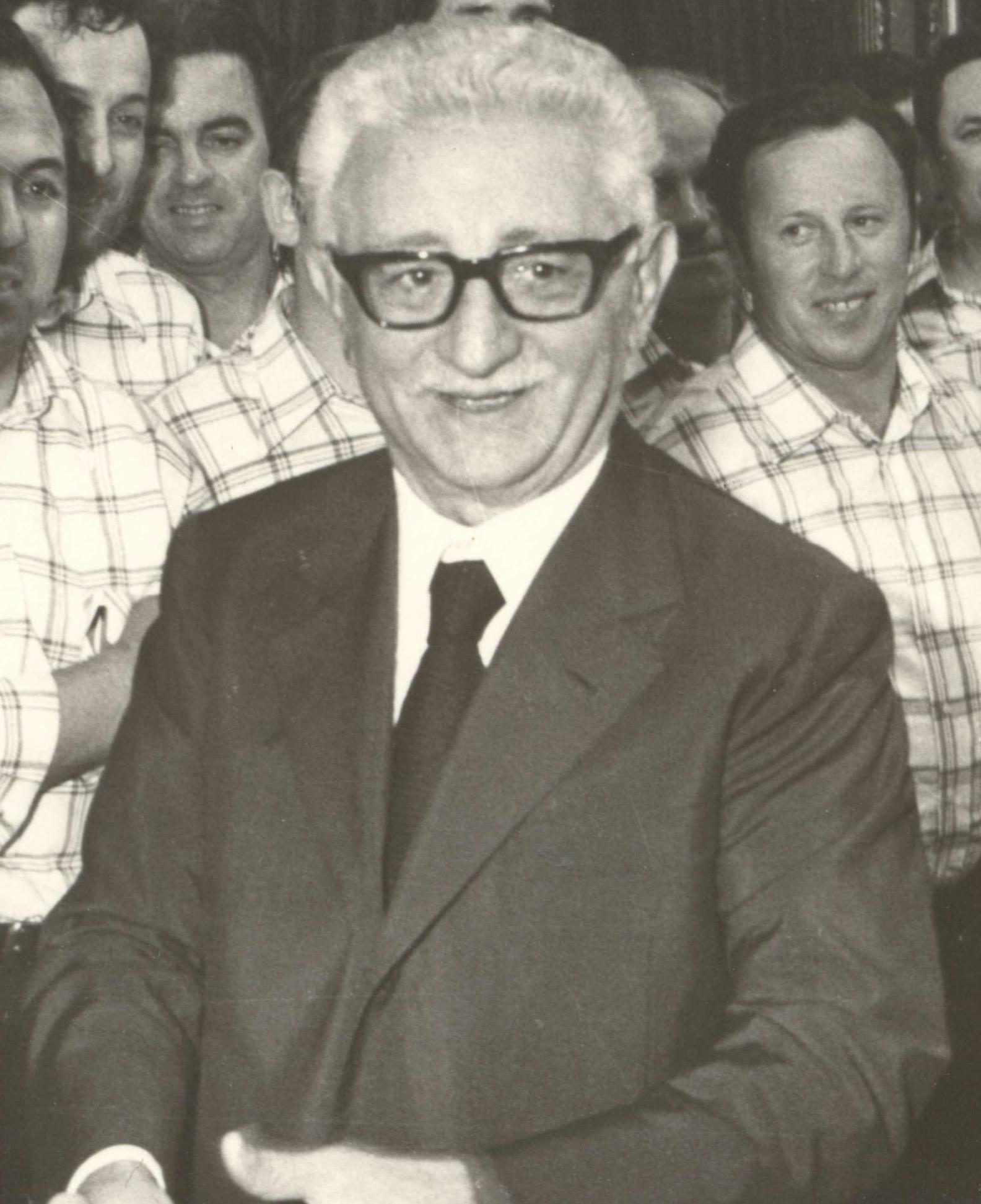
Il presidente Giovanni Leone

La commissione Beolchini - nominata dal ministro della difesa dopo i fatti - assodò che la raccolta di informazioni compiuta da tale apparato era finalizzata ad evidenti intenti ricattatorii, sia nelle illegittime modalità di esecuzione, sia nell'intenzionale travisamento dei fatti preordinato al raggiungimento di conclusioni quanto più svantaggiose per il vigilato. Tutta questa messe di dati fu utilizzata in numerosissime occasioni, perfino per "pilotare" la successione di Gronchi verso la figura di Antonio Segni, screditandone il potenziale rivale Giovanni Leone anche con una campagna diffamatoria, svolta presso tutti parlamentari, avente ad oggetto i costumi sessuali di sua moglie Vittoria Michitto, meglio nota come "Donna Vittoria".
La stesura di tali fascicoli si rivelò comunque di grande utilità (dal punto di vista del De Lorenzo) in occasione del Piano Solo, quando attraverso un controllo incrociato degli stessi fu possibile desumere una lista di soggetti di potenziale "pericolosità" e da allontanare (gli "enucleandi").
In realtà, e secondo una lunga e consolidata tradizione tutta italiana nel settore, i dossier servivano a studiare le inclinazioni e gli interessi (al fine di poterne prevedere le mosse o gli intenti) di quelle personalità ritenute capaci di potenziale influenza sui destini e sulla quotidianità dello Stato.
La circostanza che di ciascuno degli individui analizzati venissero riportati qualità e difetti faceva parte dell'ordinaria indagine tipicamente esperita da servizi segreti; i difetti, infatti, potendo costituire oggetto di ricatto, esponevano gli interessati al rischio di condizionamenti esterni delle loro scelte, pericolo gravissimo negli ambiti della politica e delle istituzioni. La nota spiccata affezione del presidente Saragat per gli alcolici, ad esempio, avrebbe potuto essere strumentalmente usata da potenze straniere al fine di ricattarlo, imponendogli scelte politiche con la minaccia di esporlo al pubblico ridicolo e terminarne così la carriera per discredito. Si sostenne però che le informazioni raccolte nei fascicoli SIFAR fossero a disposizione del Servizio per scopi ricattatori casalinghi.

## Le dimensioni della schedatura
A proposito dell'aspetto qualitativo di tale raccolta, risulta sia la tendenza a riscrivere i rapporti a distanza di tempo in funzione della committenza politica cui erano destinati, sia, peggio ancora, la prassi di registrare, in tali relazioni, delle "notizie" che il servizio stesso aveva preventivamente messo in circolazione ad arte.
Da un numero iniziale di 2.000 fascicoli, si passò a 17.000 nel 1960, fino ad arrivare a 117.000 nel 1962, successivamente stimati in 157.000 dalla commissione Beolchini. Il generale Aldo Beolchini avrebbe detto, in un'intervista a Il Mondo, «Alcuni erano mastodontici. Per l'onorevole Fanfani, ad esempio, c'erano quattro volumi, ciascuno gonfio come un doppio dizionario.»